# 普莱盖尔
普莱盖尔（法語：Plerguer，法語發音：[plɛʁɡɛʁ]）是法国伊勒-维莱讷省的一个市镇，位于该省西北部，属于圣马洛区。

## 地理
普莱盖尔（48°31'36"N, 1°50'50"W）面积20.19 平方千米，位于法国布列塔尼大區伊勒-维莱讷省，该省份为法国西北部沿海省份，位于布列塔尼半岛东部，北濒大西洋，西接阿摩尔滨海省和莫尔比昂省，南至大西洋卢瓦尔省，西南端接曼恩-卢瓦尔省，东临马耶讷省，东北与芒什省接壤。
与普莱盖尔接壤的市镇（或旧市镇、城区）包括：巴盖尔莫尔旺、利勒梅尔、米尼亚克莫旺、罗朗德里约、圣吉努、勒特龙谢。

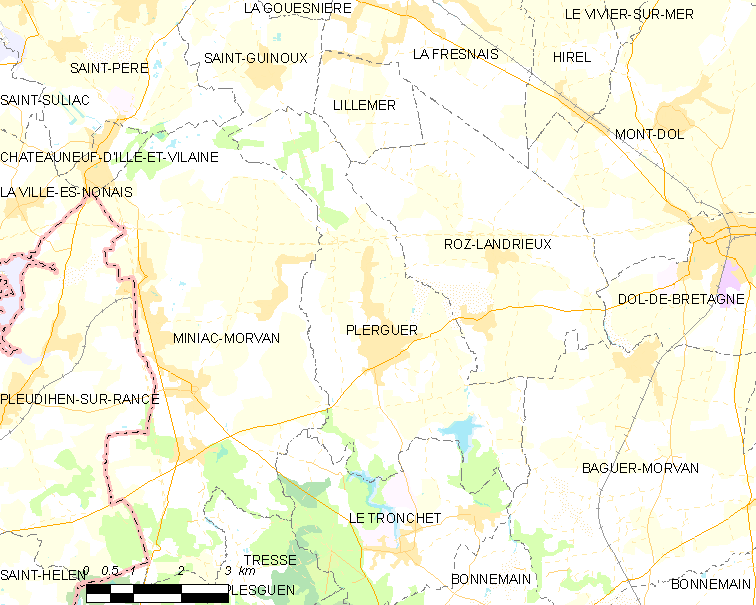
普莱盖尔的OSM定位图

普莱盖尔的时区为UTC+01:00、UTC+02:00（夏令时）。

## 行政
普莱盖尔的邮政编码为35540，INSEE市镇编码为35224。

## 政治
普莱盖尔所属的省级选区为布列塔尼地区多勒县。

## 人口

1962-2008年间普莱盖尔人口变化图示

普莱盖尔于2022年1月1日时的人口数量为2871人。